# Curt Meyer
Curt Meyer (19 novembre 1919 - 18 avril 2011) est un mathématicien allemand. Il apporte des contributions notables à la théorie des nombres.

## Biographie
Originaire de Bremerhaven, Meyer obtient son doctorat de l'Université Humboldt de Berlin en 1950, sous la direction de Helmut Hasse. En 1966, il devient professeur de mathématiques à l'Université de Cologne, poste qu'il occupe jusqu'en 1985.
Parmi ses résultats les plus importants figure une solution alternative au problème de la classe numéro 1, basée sur le théorème original de Stark-Heegner.

## Livres
- Die Berechnung der Klassenzahl abelscher Körper über quadratischen Zahlkörpern, Berlin, Akademie-Verlag, 1957[2]
- Zur Theorie und Praxis der elliptischen Einheiten, Saarbrücken, Fachbereich Mathematik, Universität des Saarlandes, 1995